# Carlo Davies
Carlo Davies (Milano, 15 luglio 1898 – ...) è stato un calciatore italiano, di ruolo difensore. È stato DT dell'Inter nella stagione 1951-1952 assieme ad Aldo Olivieri.
È figlio del calciatore Samuel Richard Davies.

## Statistiche

### Presenze e reti nei club
| Stagione        | Club            | Campionato      | Campionato | Campionato |
| Stagione        | Club            | Comp            | Pres       | Reti       |
| --------------- | --------------- | --------------- | ---------- | ---------- |
| 1920-1921       | Inter           | Prima Categoria | 4          | 0          |
| 1921-1922       | Inter           | Prima Categoria | 3          | 0          |
| Totale Inter    | Totale Inter    |                 | 7          | 0          |
| Totale carriera | Totale carriera |                 | 7          |            |